# Ганс Пельціг
Ганс Пельціг (нім. Hans Poelzig; 30 квітня 1869, Берлін — 14 червня 1936, там само) — німецький архітектор, художник і сценограф.

## Біографія

### Освіта
У 1903 році він став учителем і директором в Бреславській академії мистецтв і дизайну (сьогодні Вроцлав, Польща). У 1920–1935 роках викладав у Берлінському технічному університеті. Директор департаменту архітектури Прусської Академії Мистецтв у Берліні.

### Кар'єра
Після закінчення архітектурної освіти на рубежі XIX століття, Пельціг спроектував багато промислових будівель. Він спроектував Вежу Верхньої Сілезії заввишки 51,2 м у Позені (нині Познань) на промислову ярмарку в 1911 році. Пізніше вона стала водонапірною вежею. Він був призначений архітектором міста Дрезден в 1916 році. Пельціг був впливовим членом Німецького веркбунду — об'єднання архітекторів, майстрів декоративного мистецтва та промисловців.
Пельціг був також відомий через редизайн інтер'єру Берлінського Театру у 1919 році для Веймарської імпресаріо Макса Рейнхардта.
З його Веймарськими сучасниками — Бруно Таутом та Ернстом Маєм, робота Пельціга пройшла через експресіонізм та Нову речевість у середині 1920-х років, до традиційнішого, економного стилю. У 1927 році він був одним з учасників у першому проекті Міжнародного Стилю, Вайсенхоф в Штутгарті. У 1920 він працював в «Studio Poelzig» у партнерстві зі своєю дружиною Марлен (1894—1985). Пельціг також розробив в 1929 році Будинок Мовлення у передмісті Берліна Шарлоттенбург, пам'ятка архітектури, і холодної війни та інженерних історії.

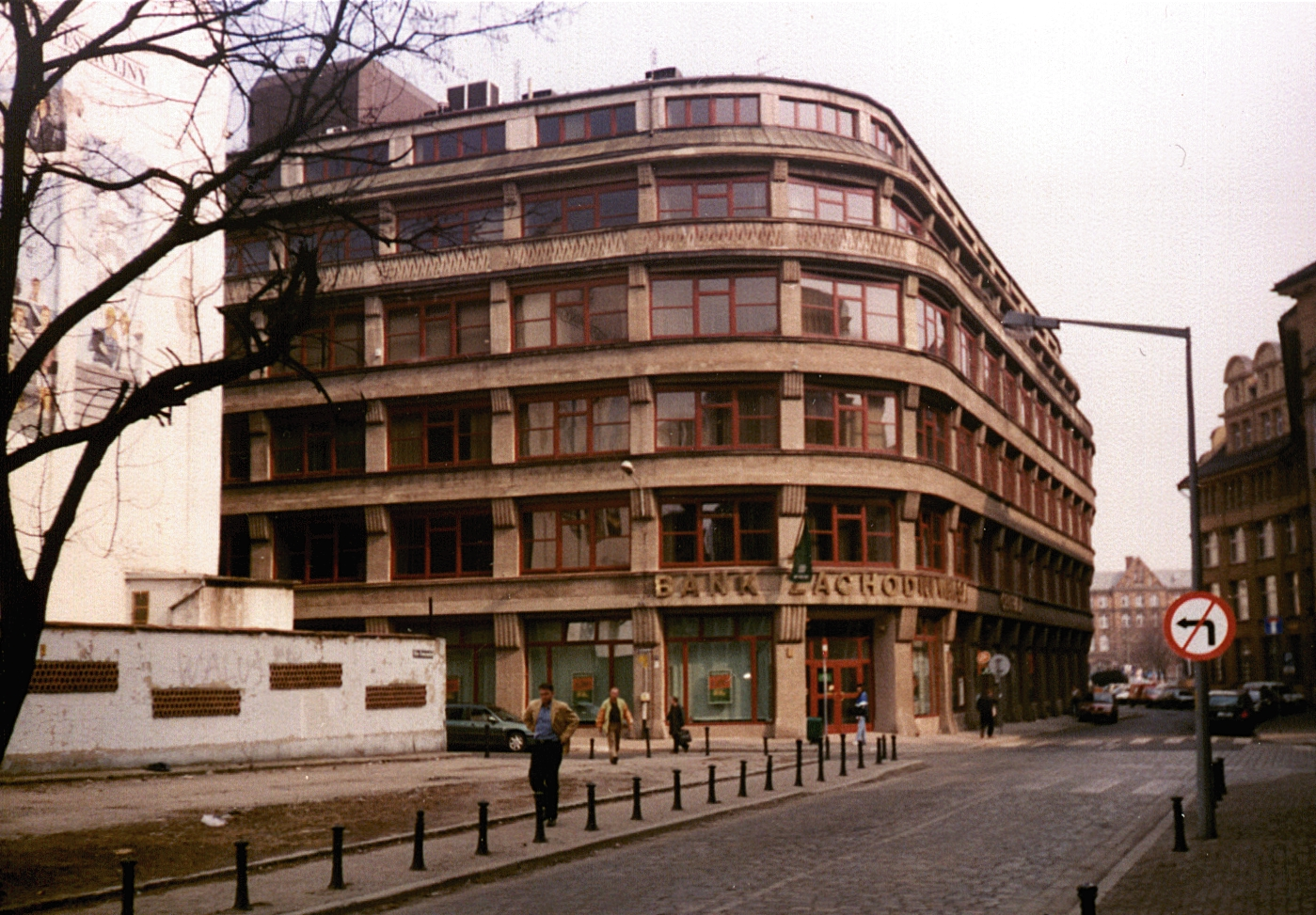
Універмаг на Юнкерштрассе, Вроцлав

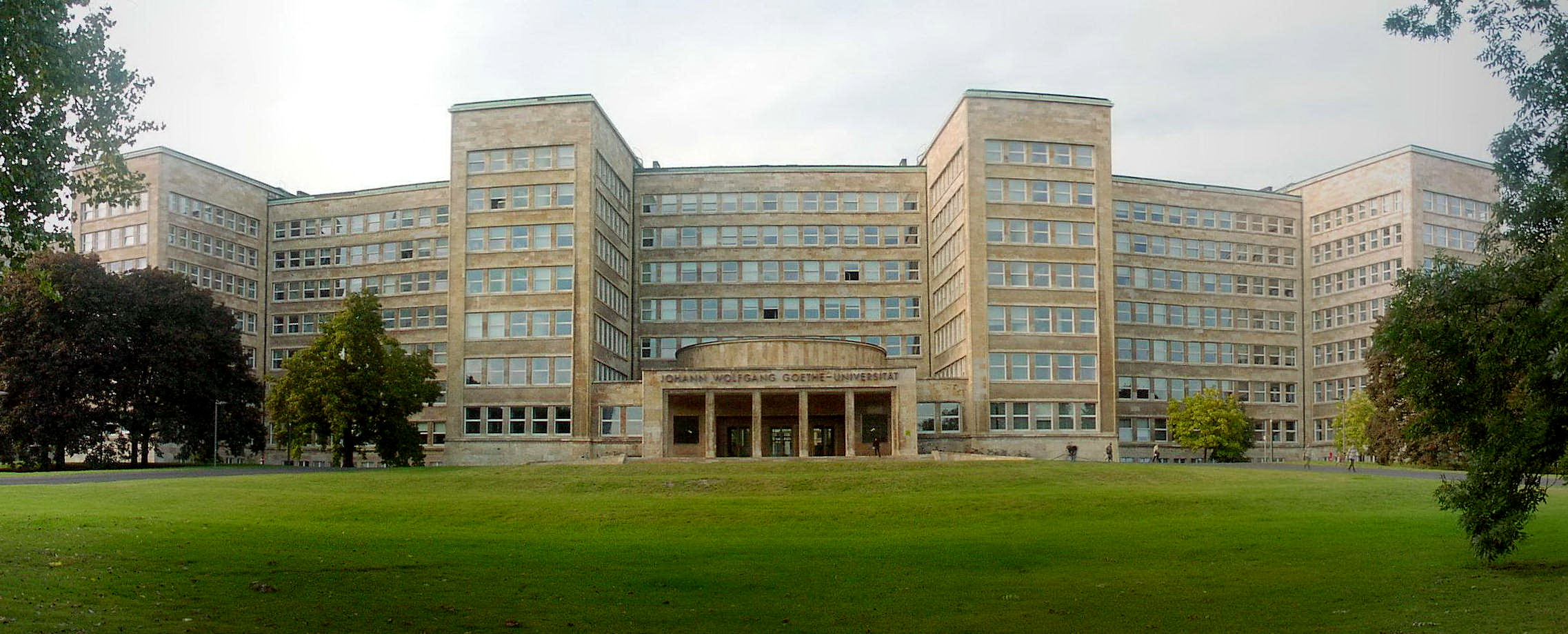
IG Farben Building, Франкфурт-на-Майні

Одна з найвідоміших будівель Пельціга є IG Farben Building, завершена в 1931 році як адміністративна будівля для IG Farben у Франкфурті-на-Майні, тепер відома як корпус Франкфуртського університету.
У березні 1945 року будинок зайняли американські війська союзників на чолі з Ейзенхауером, який став їх штаб-квартирою, і залишився в руках американців до 1995 року.
Деякі з його проектів так ніколи ніколи і не були побудовані, зокрема це Палац Рад і штаб-квартира Ліги Націй у Женеві.
Пельціг помер у Берліні 14 червня 1936 року.

## Будівлі
- 1901 — шпиль церкви, Вроцлав
- 1904 — сімейний будинок з садовим павільйоном для виставки декоративно-прикладного мистецтва
- 1908—1908 — житлові будинки, на розі Мензельштрассе і Вольфштрассе у Вроцлаві, (в даний час Штабова і Поштова)
- 1908 — житловий будинок, Гогенцелернштрассе, Вроцлав (будівля не існує)
- 1907—1909 — комерційні офіси і магазини, Гогенцелернштрассе, Вроцлав (будівля не існує)
- 1911 — завод сірчаної кислоти у Любоні
- 1911 — зерносховище і критий ринок у Любоні
- 1911 — Виставковий зал і вежа в Познані для промислового ярмарку
- 1912 — Універмаг на Юнкерштрассе, Вроцлав (нині вул. Жертв Освенціма пол. Ofiar Oświęcimskich)
- 1913 — Виставковий зал, винний ресторан, альтанки для виставки, Вроцлав (зараз частина Всесвітньої спадщини ЮНЕСКО «Зал Сторіччя»)
- 1919 — Великий Драматичний театр в Берліні
- 1920 — театр для фестивалю у Зальцбурзі
- 1924 — Офісна будівля, Ганновер
- 1927 — Deli cinema, Вроцлав (будівля не існує)
- 1929 — Haus Rundfunks DES (Радіо Станція), Шарлоттенбург
- 1931 — IG Farben Building, Франкфурт-на-Майні.